# Такеда Нобухіро
Нобухіро Такеда (яп. 武田 修宏, нар. 10 травня 1967, Хамамацу) — колишній японський футболіст, що грав на позиції нападника.
Виступав, зокрема, за клуб «Верді Кавасакі», а також національну збірну Японії, у складі якої став володарем Кубка Азії.

## Клубна кар'єра
Народився 10 травня 1967 року в місті Хамамацу. Займався футболом у Школі Сімідзу Хігасі.
У дорослому футболі дебютував 1986 року виступами за команду клубу «Йоміурі» (з 1992 року — «Верді Кавасакі»), в якій провів одинадцять сезонів, взявши участь у 243 матчах чемпіонату. Більшість часу, проведеного у складі «Верді Кавасакі», був основним гравцем атакувальної ланки команди і одним з головних бомбардирів команди, маючи середню результативність на рівні 0,45 голу за гру першості. За цей час п'ять разів виборював титул чемпіона Японії, тричі Кубок Джей-ліги і ще двічі Кубок Імператора. У сезоні 1996 року також на правах оренди виступав за клуб «Джубіло Івата».
Влітку 1997 року Нобухіро став гравцем клубу «Кіото Санга», але вже в кінці року перейшов у «ДЖЕФ Юнайтед», де провів ще два сезони.
На початку 2000 року Такеда повернувся в «Верді Кавасакі», з якого здавався в оренду в парагвайський «Спортіво Лукеньйо», а незабаром після повернення, 2001 року, завершив ігрову кар'єру.

## Виступи за збірну
8 квітня 1987 року дебютував в офіційних іграх у складі національної збірної Японії в матчі проти збірної Індонезії, в якому забив свій перший і єдиний гол за збірну.
У складі збірної був учасником домашнього кубка Азії з футболу 1992 року, здобувши того року титул переможця турніру.
Протягом кар'єри у національній команді, яка тривала 8 років, провів у формі головної команди країни лише 18 матчів, забивши 1 гол.

## Статистика

### Клубна
| Чемпіонат | Чемпіонат        | Чемпіонат | Ліга | Ліга | Кубок | Кубок | Кубок ліги | Кубок ліги | Всього | Всього |
| Сезон     | Клуб             | Ліга      | Ігри | Голи | Ігри  | Голи  | Ігри       | Голи       | Ігри   | Голи   |
| --------- | ---------------- | --------- | ---- | ---- | ----- | ----- | ---------- | ---------- | ------ | ------ |
| 1986/87   | «Йоміурі»        | ЯФЛ1      | 22   | 11   |       |       |            |            | 22     | 11     |
| 1987/88   | «Йоміурі»        | ЯФЛ1      | 21   | 5    |       |       |            |            | 21     | 5      |
| 1988/89   | «Йоміурі»        | ЯФЛ1      | 15   | 4    |       |       |            |            | 15     | 4      |
| 1989/90   | «Йоміурі»        | ЯФЛ1      | 22   | 13   |       |       | 4          | 1          | 26     | 14     |
| 1990/91   | «Йоміурі»        | ЯФЛ1      | 22   | 9    |       |       | 2          | 0          | 24     | 9      |
| 1991/92   | «Йоміурі»        | ЯФЛ1      | 20   | 6    |       |       | 5          | 5          | 25     | 11     |
| 1992      | «Верді Кавасакі» | Джей-ліга | -    | -    |       |       | 11         | 4          | 11     | 4      |
| 1993      | «Верді Кавасакі» | Джей-ліга | 36   | 17   | 3     | 0     | 1          | 0          | 40     | 17     |
| 1994      | «Верді Кавасакі» | Джей-ліга | 40   | 23   | 0     | 0     | 3          | 1          | 43     | 24     |
| 1995      | «Верді Кавасакі» | Джей-ліга | 41   | 20   | 1     | 1     | -          | -          | 42     | 21     |
| 1996      | «Джубіло Івата»  | Джей-ліга | 24   | 4    | 1     | 0     | 14         | 2          | 39     | 6      |
| 1997      | «Верді Кавасакі» | Джей-ліга | 4    | 0    | 0     | 0     | 6          | 1          | 10     | 1      |
| 1997      | «Кіото Санга»    | Джей-ліга | 16   | 9    | 2     | 1     | 0          | 0          | 18     | 10     |
| 1998      | «ДЖЕФ Юнайтед»   | Джей-ліга | 33   | 13   | 1     | 0     | 6          | 2          | 40     | 15     |
| 1999      | «ДЖЕФ Юнайтед»   | Джей-ліга | 24   | 6    | 0     | 0     | 2          | 1          | 26     | 7      |
| 2000      | «Верді Кавасакі» | Джей-ліга | 0    | 0    | 0     | 0     | 1          | 0          | 1      | 0      |
| 2001      | «Токіо Верді»    | Джей-ліга | 19   | 2    | 0     | 0     | 2          | 0          | 21     | 2      |
| Всього    | Всього           | Всього    | 359  | 142  | 8     | 2     | 57         | 17         | 424    | 161    |

### Збірна
| Збірна Японії | Збірна Японії | Збірна Японії |
| Роки          | Ігри          | Голи          |
| ------------- | ------------- | ------------- |
| 1987          | 4             | 1             |
| 1988          | 0             | 0             |
| 1989          | 0             | 0             |
| 1990          | 4             | 0             |
| 1991          | 2             | 0             |
| 1992          | 2             | 0             |
| 1993          | 4             | 0             |
| 1994          | 2             | 0             |
| Всього        | 18            | 1             |

## Титули і досягнення

### Командні
- Чемпіон Японії (5):

«Верді Кавасакі»: 1986-87, 1990-91, 1991-92, 1993, 1994
- Володар Кубка Імператора Японії (2):

«Верді Кавасакі»: 1986, 1987
- Володар Кубка Джей-ліги (3):

«Верді Кавасакі»: 1992, 1993, 1994
- Володар Суперкубка Японії (2):

«Верді Кавасакі»: 1994, 1995
- Переможець Азійського кубка чемпіонів (1):

«Верді Кавасакі»: 1987-88

### Збірна
- Володар Кубка Азії (1): 1992

### Індивідуальні
- Включений у символічну збірну Джей-ліги: 1994